# Каратепа
Каратепа (узб. Qoratepa / Қоратепа) — посёлок городского типа, расположенный на территории Язяванскго района Ферганской области Республики Узбекистан.

Статус посёлка городского типа с 2009 года.